# Ed O'Brien
Edward John O'Brien (Oxford, 15 de abril de 1968) é um músico britânico, guitarrista da banda Radiohead.

## Biografia
Ed O'Brien aprendeu a tocar guitarra por si mesmo e teve aulas de bateria. Tornou-se um exímio baterista, mas sua única participação na bateria com a banda até hoje foi como baterista auxiliar na música There There, do álbum Hail to the Thief, e uma curta participação no lado B "Pearly".
Ed foi originalmente convidado para banda devido à sua semelhança com Morrissey. É o membro mais alto da banda, com 1,96m de altura. Como os outros membros da banda, Ed é casado (sabe-se que o nome de sua esposa é Susan), tem um filho, Salvador, que nasceu em janeiro de 2004 e uma filha chamada Oona que nasceu no começo de 2006. Também é apaixonado por futebol e torcedor do Manchester United.

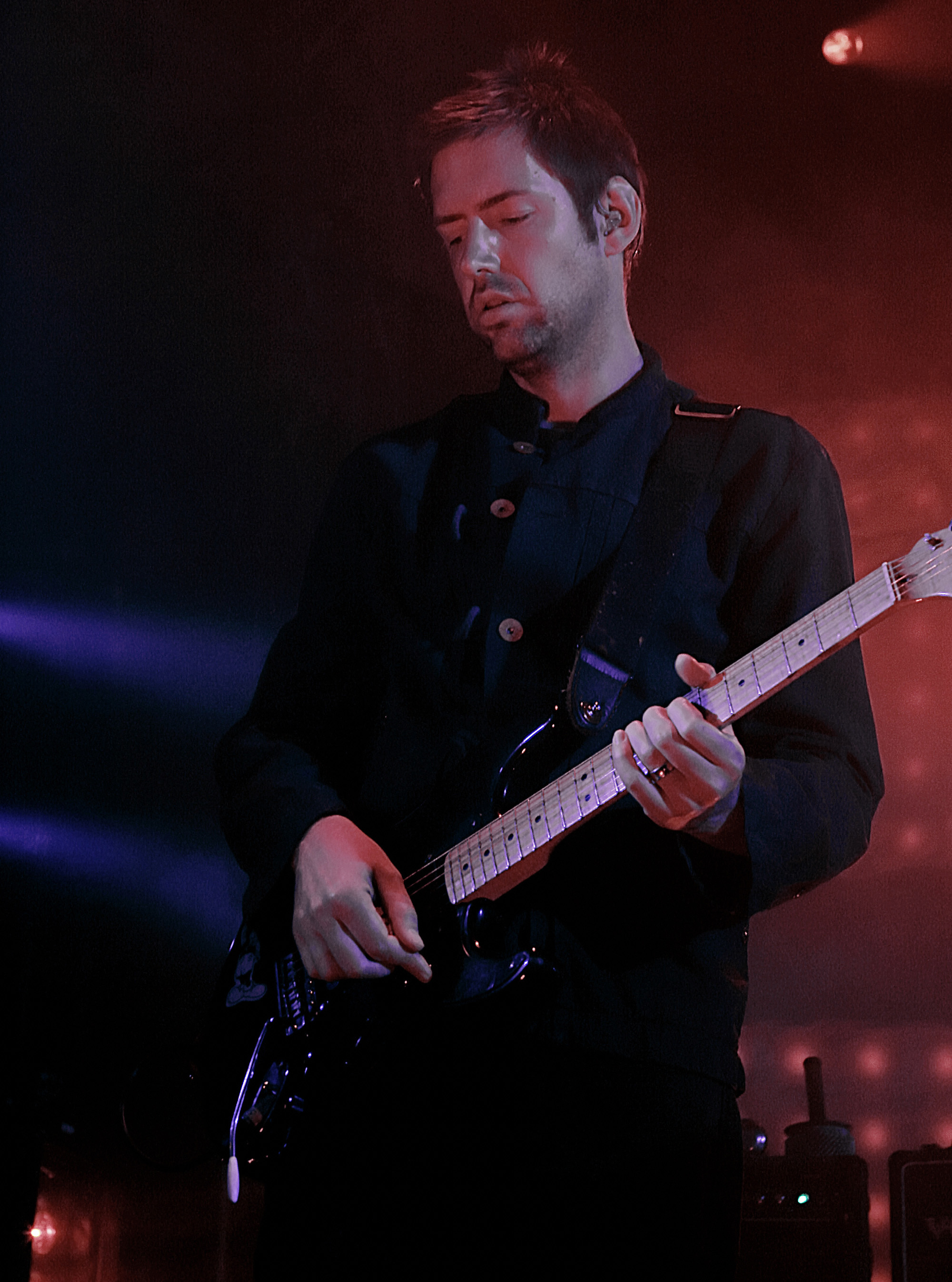
Ed O´brien em 2006

Em entrevista ao programa Fantástico (Rede Globo) em 2009, revelou ser um grande fã da MPB. Suas principais referências de música brasileira são Jorge Ben Jor, Gal Costa, Os Mutantes e a banda Ira!.